# Meri Avidzba
Meri Hafizovna Avidzba (russisch Мери Хафизовна Авидзба; * 24. Januar 1917 in Suchumi; † 12. April 1986 ebenda) war eine sowjetische Militärpilotin und Navigatorin und war die erste weibliche Fliegerin aus Abchasien. Sie erhielt zwei Medaillen für ihre Verdienste im Zweiten Weltkrieg (1941–1945), wo sie als Navigatorin des 46. Nachtbomber-Fliegerregiments der Taman-Garden diente, das von den Deutschen als die Nachthexen bezeichnet wurde. Später in ihrem Leben war sie Abgeordnete des Obersten Sowjets von Abchasien.

## Jugend und Ausbildung
Avidzba und ihre Zwillingsschwester Hadzhera wurden am 24. Januar 1917 geboren. Sie besuchte die Suchumi-Schule Nr. 10. Als Victor Argun, der erste männliche abchasische Pilot, kam, um Flieger zu rekrutieren, verpasste Avidzba zunächst die Gelegenheit. Später schloss sie sich der Rotbanner-Schule der zivilen Luftflotte in Batajsk an.
Nach ihrem Abschluss an der Flugschule in Batajsk trat sie dem Suchum-Fliegerclub als Ausbilderin bei und arbeitete dort bis zu dessen Schließung 1939. Am 18. August 1936 flog sie einen Demonstrationsflug vor Zuschauern, um ihre fliegerischen Fähigkeiten unter Beweis zu stellen. Am 30. Dezember 1936 kreiste sie mit ihrem Flugzeug im Vorbeiflug über dem Begräbnis des abchasischen kommunistischen Führers Nestor Lakoba.

## Militärkarriere
1939 trat Avidzba in die Medizinische Militärakademie in Leningrad ein; als sie hörte, dass die Kriegserklärung bevorsteht, meldete sie sich freiwillig für den Wechsel an die Kampfflugzeug-Ausbildungsschule in Perm. Dieser Übergang erforderte, dass Avidzba sich an die Militärbehörden wandte, um versetzt zu werden. Von Perm aus wechselte sie an die militärische Flugschule in Engels.
Im Jahr 1941 wurde sie an die finnische Grenze versetzt, wo sie Doppeldecker flog. Im Dezember 1942 wurde Avidzba in die Kaukasusregion entsandt, als Navigatorin im 46th Guards Light Bomber Night Aviation Regiment der 4. Luftarmee der 2. belarussischen Front – und begann damit ihre Karriere bei den sogenannten Nachthexen. Hier war sie unter dem Kommando von Polina Makogon und Lydia Svistunova, wo sie von deren Unterricht profitierte und schnell Solo-Kampfeinsätze absolvierte.
Im Februar 1943 flog sie mit Polina Makogon zu einem Einsatz, bei dem ihre drei Einsatzkommandos die Deutschen in einer Nacht wiederholt bombardierten. Im September 1943 bemerkte Avidzba bei einer Mission zur Bombardierung des Hafens von Taman, dass die Deutschen ihre Streitkräfte verlegten – sie berichtete die Aufklärungsergebnisse ihres Fluges an ihre Kommandeure, die diese bis dahin unbekannte Aufklärung begrüßten und entsprechend handelten.
1944 wurde Avidzbas Flugzeug von feindlichem Feuer getroffen, und ihre Wirbelsäule wurde schwer verletzt. Diese Verletzung führte zu einer teilweisen Lähmung, die sieben Jahre später mit einer Operation erfolgreich behandelt wurde.
Während des Krieges flog Avidzba 477 Kampfeinsätze mit insgesamt über 1000 Flugstunden und warf 63 Tonnen Bomben ab. Sie kämpfte im Nordkaukasus sowie an der 4. ukrainischen und 2. belarussischen Front. Sie beteiligte sich an der Befreiung der Krim, der Ukraine und Polens. Sie überquerte die Frontlinien bei 954 Gelegenheiten. Ihr Bruder Koka wurde im Krieg getötet, und sie schrieb an ihre Eltern, wie sie durch ihre Arbeit als Pilotin seinen Tod rächte.

## Späteres Leben
Nach Kriegsende kehrte Avidzba nach Suchumi zurück, wo sie in der Gemeinde aktiv war, insbesondere bei der Erinnerung an den Zweiten Weltkrieg und als Leiterin der Schule. Sie wurde zur Abgeordneten des Obersten Sowjets von Abchasien. Zu ihren Lebzeiten wurden ihr die Orden des Vaterländischen Krieges (Ersten und Zweiten Grades), die Medaille „Für die Verteidigung des Kaukasus“ und die Medaille „Sieg über Deutschland“ verliehen.
Avidzba starb am 12. April 1986 in Suchumi.

## Erinnerung
An Avidzba wird auf Briefmarken der Republik Abchasien erinnert. Ihre Militärpapiere, ihr Fliegerschal und andere Gegenstände aus ihrer Pilotenzeit wurden von ihr dem abchasischen Staatsmuseum geschenkt. Dort ist auch eine Büste von ihr ausgestellt.